# 8419 Terumikazumi
8419 Terumikazumi eller 1996 VK38 är en asteroid i huvudbältet som upptäcktes den 7 november 1996 av de båda japanska astronomerna Seiji Ueda och Hiroshi Kaneda i Kushiro. Den är uppkallad efter bröderna Terumi och Kazumi Akiyama.